# Słobódka Dolna
Słobódka Dolna (ukr. Долішня Слобідка, Dolisznia Słobidka) – część wsi Dubienka na Ukrainie, w obwodzie tarnopolskim, w rejonie monasterzyskim, w zakolu rzeki Koropiec. 
Do 2020 w rejonie monasterzyskim.
Pod koniec XIX i na początku XX wieku miejscowość leżała w granicach Austro-Węgier, w Galicji, w okręgu buczackim. W 1870 roku liczyła 170 mieszkańców. Właścicielami obszaru dworskiego byli wówczas Błażowscy. W 1910 roku miejscowość zamieszkiwana była przez 191 osób. W okresie międzywojennym wieś należała do Polski i stanowiła początkowo samodzielną gminę jednostkową. 1 sierpnia 1934 roku w ramach reformy na podstawie ustawy scaleniowej została włączona do zbiorowej gminy wiejskiej Monasterzyska w powiecie buczackim, w województwie tarnopolskim. W 1921 roku gmina Słobódka Dolna liczyła 155 mieszkańców (84 kobiety i 71 mężczyzn) i znajdowało się w niej 27 zamieszkałych budynków, w tym 6 o przeznaczeniu wyłącznie mieszkalnym. 148 osób deklarowało narodowość polską, 6 – ukraińską (rusińską), 1 – inną. 132 osoby deklarowały przynależność do wyznania rzymskokatolickiego, 23 – do greckokatolickiego. Według danych z 1 marca 1943 roku gromada Słobódka Dolna miała 157 mieszkańców.  
Na początku lipca 1941 r. bojówka nacjonalistów ukraińskich z OUN po dokonaniu pogromu Polaków we wsi Czechów skierowała się na Słobódkę Dolną, ale pod wpływem zbliżającego się oddziału wojsk sowieckich wycofała się i do rzezi mieszkańców nie doszło. W latach 1943–1944 członkowie UPA zamordowali 17 Polaków ze Słobódki i Berezówki. 
Po II wojnie światowej miejscowość znalazła się w granicach Związku Radzieckiego, w Ukraińskiej SRR, i weszła w skład rejonu koropeckiego w obwodzie tarnopolskim. Według danych z 1946 roku miała status chutoru i nosiła nazwę Słobidka (ukr. Слобідка). Później została włączona do wsi Dubienka. 
W Słobódce Dolnej znajduje się cerkiew Świętych Apostołów Piotra i Pawła. W 2000 roku ustanowiono pamiątkowy krzyż z okazji 2000-lecia narodzin Chrystusa.